# Rýže setá

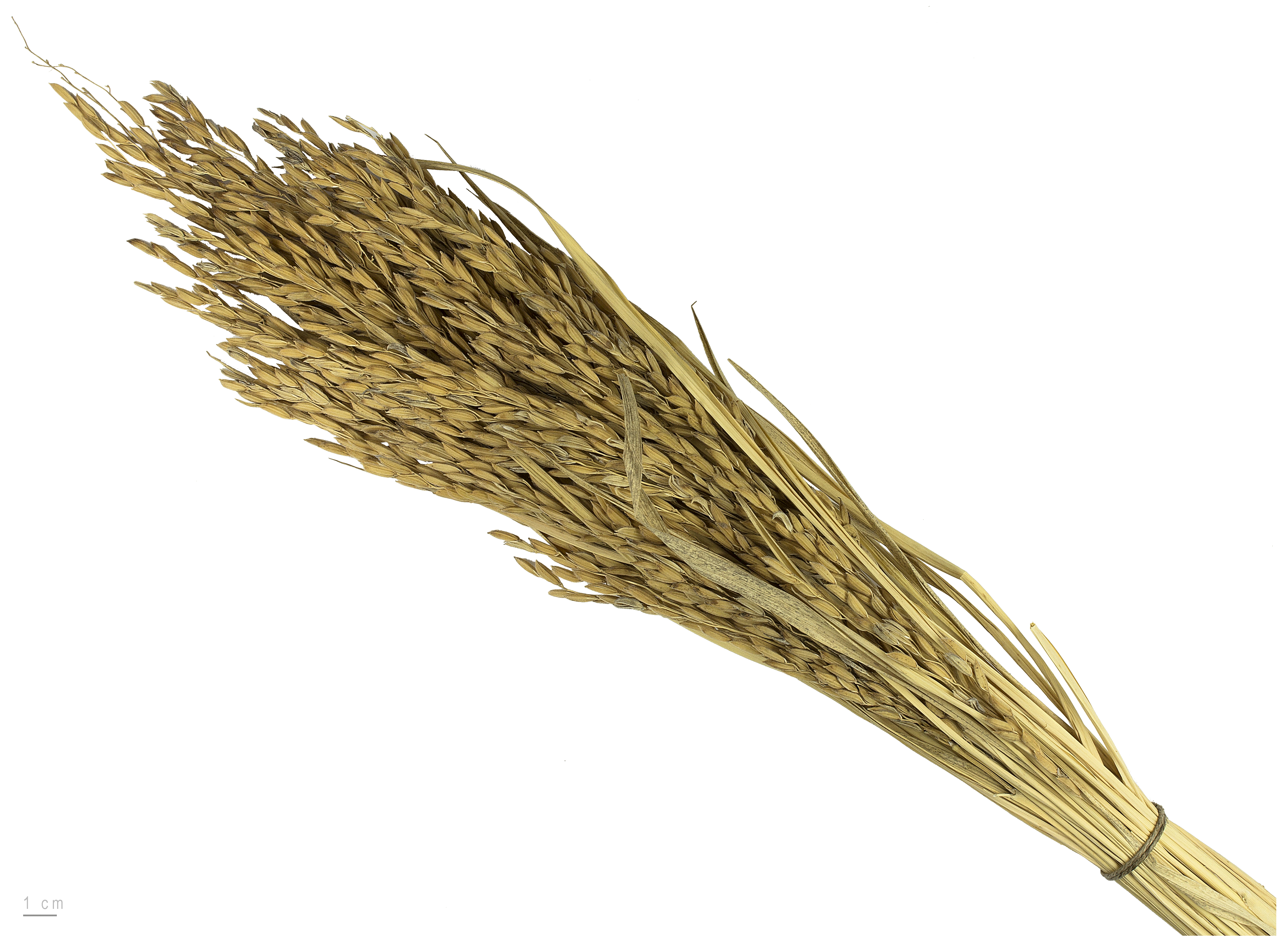
Oryza sativa

Rýže setá (Oryza sativa) je bylina z čeledi lipnicovitých, původem z tropické a subtropické jihovýchodní Asie, kde roste v mokřinách. Její kulturní odrůdy patří k nejdůležitějším obilninám světa. Jedná se o vysoce odolnou rostlinu.

## Popis
Je to jednoletá bylina, dorůstající výšky 1–1,8 m, výjimečně i více, s dlouhými tenkými listy o délce 50–100 cm a šířce 2–2,5 cm. Stébla se nahoře rozvětvují v květenství (latu) o celkové délce 30–50 cm, tvořené soustavou drobných, krátce stopkatých jednokvětých klásků. Každý klásek má dvě malé plevy, dvě veliké článkovitě vzduté, kožovité, osinaté nebo bezosinaté pluchy, svrchní semeník se dvěma bliznami a šesti tyčinkami. Rostliny jsou větrosprašné. Plody jsou obilky 5–12 mm dlouhé a 2–3 mm v průměru. Po opylení a dozrání semeníků na obilky se původně vzpřímená lata vlastní vahou ohne.